# Eistringhausen
Eistringhausen ist ein Ort in Radevormwald im Oberbergischen Kreis im nordrhein-westfälischen Regierungsbezirk Köln in Deutschland.

## Lage

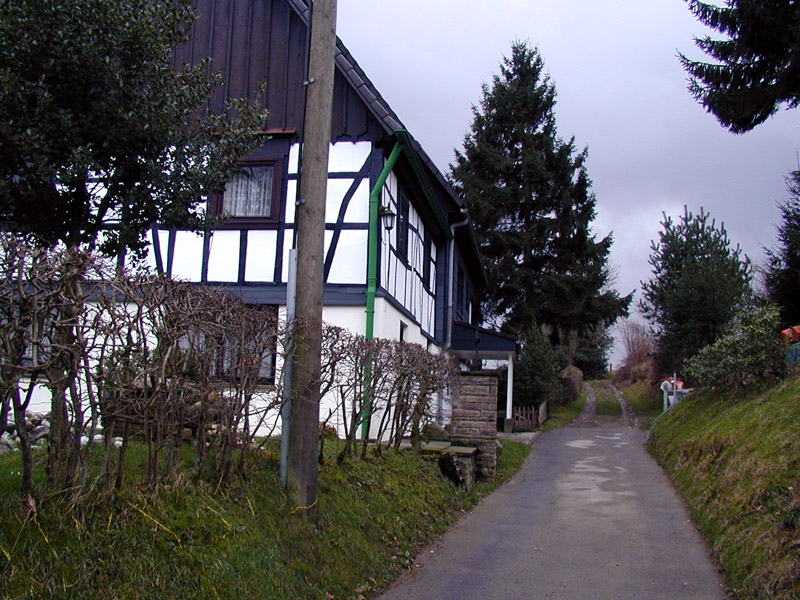
Schönes Fachwerkhaus in Eistringhausen

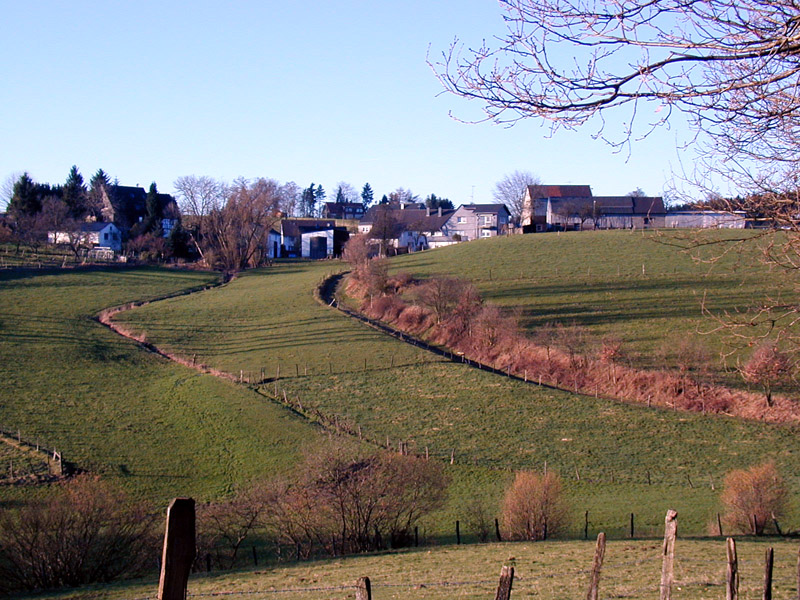
Dorf Eistringhausen, Radevormwald

Eistringhausen liegt im Nordwesten von Radevormwald. Weitere Nachbarorte sind Herkingrade, Altenhof, Fuhr und Önkfeld. Man erreicht den Ort über die Landesstraße 130, die von Dahlerau nach Ennepetal führt und in Freudenberg auf die Bundesstraße 483 mündet.
Östlich von Eistringhausen fließt der Eistringhauser Bach, ein Nebenbach der Uelfe. Am südlichen Ortsrand entspringt der in den Eistringhauser Bach mündende Eistringhauser Siepen.
Politisch wird der Ort durch den Direktkandidaten des Wahlbezirks 160 im Rat der Stadt Radevormwald vertreten.

## Geschichte
1259 wurde der Ort das erste Mal urkundlich erwähnt und zwar „Häuser beim Neumarkt (siehe Köln-Altstadt-Süd) in Köln gehören Gertrudis und Arnold de Estrinchusen.“
Schreibweise der Erstnennung: Estrinchusen

## Wander- und Radwege
Folgende Wanderwege führen durch den Ort:
- Die SGV-Hauptwanderstrecke X28 (Graf-Engelbert-Weg) von Hattingen nach Schladern/Sieg
- Die Ortsrundwanderwege A4 und A5